# Toonami (Reino Unido)
Toonami fue un canal de televisión por suscripción británico (versión regional de Toonami). Inició sus transmisiones el 8 de septiembre del 2003 y cerró sus emisiones el 24 de mayo de 2007.

## Historia
Toonami fue un bloque de programación en Cartoon Network, hasta octubre del 2002 cuando fue un componente clave de CNX, un nuevo canal lanzado por Cartoon Network UK, el primer derivativo de CN en lanzarse fuera de Estados Unidos. CNX también presentó películas de artes marciales, animación para adultos (procedente de Adult Swim) y producciones de drama en la noche. La cadena apuntó hacia una audiencia masculina juvenil; un año después, CNX fue relanzado como Toonami y así apuntó a una audiencia aún más joven.[cita requerida]
Toonami UK, a través de su existencia, también emitió caricaturas basadas en propiedades de DC Comics en el canal, como Liga de la Justicia Ilimitada y las primeras dos temporadas de Batman del Futuro; eventuales disputas con las distribuciones de Warner TV evitaron que el canal pudiere emitir la tercera y última temporada de Batman del Futuro y toda la serie animada de Superman, forzando al canal a reciclar las primeras dos temporadas de la mencionada serie de Batman.[cita requerida]
Desde marzo del 2006, Toonami UK cambió su enfoque de caricaturas de acción a entretenimiento en general, pues el canal fue mudado de Sky 602 y empezó a emitir series con actores reales como Backyard Science, Parker Lewis Can't Lose, Stencil, Hangin' with Mr. Cooper y Life with Derek. 
Toonami y Cartoon Network Too se fusionaron en un canal el 24 de mayo del 2007, ocupando la señal de Toonami. Donde estaba el antiguo Cartoon Network Too, la franja programática para preescolares Cartoonito, se extendió su horario de programación y se convirtió en un canal individual (compartiendo horario con TCM 2).

## Controversia
Algunas de las señalaciones hechas al canal Toonami fueron:
- Los televidentes pidieron una programación con más series de acción, así como el espacio para audiencias maduras que sencillamente había desaparecido, evidenciando así que el canal pasó de ser un canal para todas las edades a uno sólo para audiencias infantiles.[cita requerida]
- El hecho de incluir en la programación videos musicales, sitcoms y otros programas calificados por los televidentes como "fuera de lugar". Este aspecto fue más notorio en mayo del 2006.

## Series transmitidas en Toonami UK
- Backyard Science
- Battle B-Daman
- Batman Beyond
- The Batman
- Beyblade
- Beyblade V-Force
- Beyblade G-Revolution
- Blue Submarine No. 6
- Blue Water High
- Chris Colorado
- Code Lyoko
- Codename: Kids Next Door
- Courage The Cowardly Dog
- Cowboy Bebop (as part of CNX)
- Cubix: Robots for Everyone
- Da Boom Crew
- Duel Masters
- Dexter's Laboratory
- Dragon Ball
- Dragon Ball GT
- Dragon Ball Z
- Ed, Edd y Eddy
- The Grim Adventures of Billy and Mandy
- Gundam Wing
- Hangin' With Mr Cooper
- Hot Wheels AcceleRacers
- He-Man and the Masters of the Universe (2002)
- Johnny Bravo
- Justice League Unlimited
- Kong: The Animated Series
- The Life and Times of Juniper Lee
- Life With Derek
- Loonatics Unleashed
- Megas XLR
- Mucha Lucha
- One Piece
- Outlaw Star (as part of CNX)
- Parker Lewis Can't Lose
- Pokémon
- Pokémon Advanced Generation
- Pokémon Chronicles
- The Powerpuff Girls
- Rave Master
- Ripping Friends
- Samurai Jack
- Spawn (as part of CNX)
- Spider-Man: The New Animated Series
- Star Wars: Clone Wars
- Static Shock
- Stencil
- SWAT Kats
- Teen Titans
- Tenchi Muyo (as part of CNX)
- Tenchi in Tokyo (as part of CNX)
- The Big O
- The Mask
- The Real Adventures of Jonny Quest
- Time Squad
- Transformers Cybertron
- Transformers Energon
- Ultimate Muscle
- X-Men: Evolution
- Xiaolin Showdown
- Zixx

## Fallas técnicas e interrupciones
El 27 de julio de 2006, Toonami, con CN Too, Boomerang, Cartoon Network (en Reino Unido), Boomerang +1 y TCM (en Reino Unido), sufrieron una falla principal técnica debido a un corte de corriente en Soho, Londres. Esto sucedió debido a que el proveedor de energía EDF, cortó la electricidad en distintas partes del barrio de Soho una por una durante cuatro horas, deliberadamente, debido a la inhabilidad de la onda (ola) de calor 2006 europea que había golpeado el Sistema de Difusión de Turner Europa.
El corte de corriente causó una mezcla de canales (ej: Cartoon Network estando difundido sobre Boomerang y Toonami, con Boomerang siendo difundido sobre Cartoon Network Too). Boomerang +1 estuvo fuera del aire durante algún tiempo, mientras que TCM UK estuvo entre TCM Francia y otro espacio radioeléctrico durante los episodios de este evento. TCM 2 no tenía un corte de corriente debido a su "downtime" de tiempo compartido.
Sin embargo, los que todavía pudieron recibir los canales tenían una transmisión de reserva llevada a su fin, haciendo a la gente curiosa preguntarse por qué los programas incorrectos fueron llevados a su fin cuando compararon al CN Too y el Boomerang al mostrarse los episodios  de Los Picapiedra. La respuesta de los proveedores fue: "Nosotros pedimos perdón por la interrupción a este servicio. Esto está previsto a dificultades técnicas. Reasumiremos el programa normal cuanto antes", comunicado en lenguas múltiples. Si bien la mayor parte de los canales fueron devueltos al aire relativamente con prontitud, esto tomó más tiempo para CN Too para reasumir el programa y esto también fue tomado en ridiculización a través de varios foros de animación por los espectadores británicos de Toonami, muchos de quienes han hecho la notoriedad de su desdén sobre la difusión del TCM en el Reino Unido, y que la transmisión de reserva estaba más divertida, puramente para dar a entender la idea de que no hubo ninguna acción viva emitida durante el apagón.

## Sitio web
Incluso aunque Toonami se haya cerrado, su funcional sitio web todavía corre. El signo en el rasgo ahora ha sido quitado del sitio y substituido con el logo de CN Too. Antes que el canal Toonami se cerrare, un mensaje llegó a los espectadores, advertidos sobre el combinar el canal Toonami con el de con el de CN Too. El mensaje se hizo saber: Toonami pasó a ser el Cartoon Network más grande el 24 de mayo (Sky 602, Virgin 732, Tiscali 326)'